# Abel Ferry (réalisateur)
Cet article concerne le réalisateur français. Pour l'homme politique de la IIIe République, voir Abel Ferry. Pour les autres homonymes, voir Ferry.
Abel Ferry né le 13 mai 1973 à Annecy (Haute-Savoie) est un réalisateur français.

## Biographie
Il commence sa carrière en réalisant des courts-métrages (dont Putain la vieille, faut pas l’énerver avec Dominique Pinon comme acteur principal). Il réalise aussi quelques sketchs pour les Guignols de l'Info de Canal+ ainsi que divers films publicitaires.
En 2009, il réalise un long métrage, Vertige (intitulé sobrement « Ferrata » au début du projet), un thriller se déroulant en montagne sur une Via ferrata.
Le film distribué par Gaumont fera 90 000 entrées en France et poursuivra sur sa lancée dans d’autres pays, dont la Corée (environ 100 000 entrées). 
Il réalise par la suite le téléfilm Piège blanc, diffusé en novembre 2014 sur France 2, présenté comme sa « première fiction catastrophe ».

## Filmographie
- 2001 : Putain la vieille, faut pas l’énerver (court-métrage)
- 2004 : Le bon, la brute et les zombies (court-métrage)
- 2009 : Vertige
- 2013-2015 : 4 jeunes, 1 voiture (série télévisée)
- 2014 : Piège blanc
- 2021 : Le Saut du diable